# Ely (Minnesota)
Ely ['iːli] ist eine Stadt im St. Louis County im US-Bundesstaat Minnesota. Das U.S. Census Bureau hat bei der Volkszählung 2020 eine Einwohnerzahl von 3.268 ermittelt.

## Geografie
Ely liegt im Nordosten von Minnesota. Es ist umgeben von dem Superior-Nationalforst. Nach Angaben des United States Census Bureau beträgt die Fläche der Stadt 7,0 Quadratkilometer. Westlich von Ely liegt der Lake Vermilion.

## Geschichte
Ely erhielt die Stadtrechte im Jahre 1887. Es wurde nach dem aus Ohio stammenden Geschäftsmann Arthur Ely benannt.

### Bevölkerungsentwicklung
| 1970  | 1980  | 1990  | 2000  | 2020  |
| ----- | ----- | ----- | ----- | ----- |
| 4.904 | 4.820 | 3.968 | 3.724 | 3.268 |

## Demografische Daten
Nach den Angaben der Volkszählung 2000 leben in Ely 3724 Menschen in 1694 Haushalten und 916 Familien. Ethnisch betrachtet setzt sich die Bevölkerung aus 97 Prozent weißer Bevölkerung sowie weiteren kleineren oder mehreren Gruppen zusammen. 0,7 Prozent der Einwohner zählen sich zu den Hispanics.
In 21,4 % der 1694 Haushalte leben Kinder unter 18 Jahren, in 41,6 % leben verheiratete Ehepaare, in 8,4 % leben weibliche Singles und 45,9 % sind keine familiären Haushalte. 39,0 % aller Haushalte bestehen ausschließlich aus einer einzelnen Person und in 21,1 % leben Alleinstehende über 65 Jahre.
Auf die gesamte Stadt bezogen setzt sich die Bevölkerung zusammen aus 17,8 % Einwohnern unter 18 Jahren, 16,2 % zwischen 18 und 24 Jahren, 21,6 % zwischen 25 und 44 Jahren, 22,9 % zwischen 45 und 64 Jahren und 21, 6 % über 65 Jahren. Der Median beträgt 41 Jahre. Etwa 50,2 % der Bevölkerung ist weiblich.
Der Median des Einkommens eines Haushaltes beträgt 27.615 USD, der einer Familie 36.047 USD. Das Prokopfeinkommen liegt bei 16.855 USD. Etwa 14,5 % der Bevölkerung und 9,5 % der Familien leben unterhalb der Armutsgrenze.

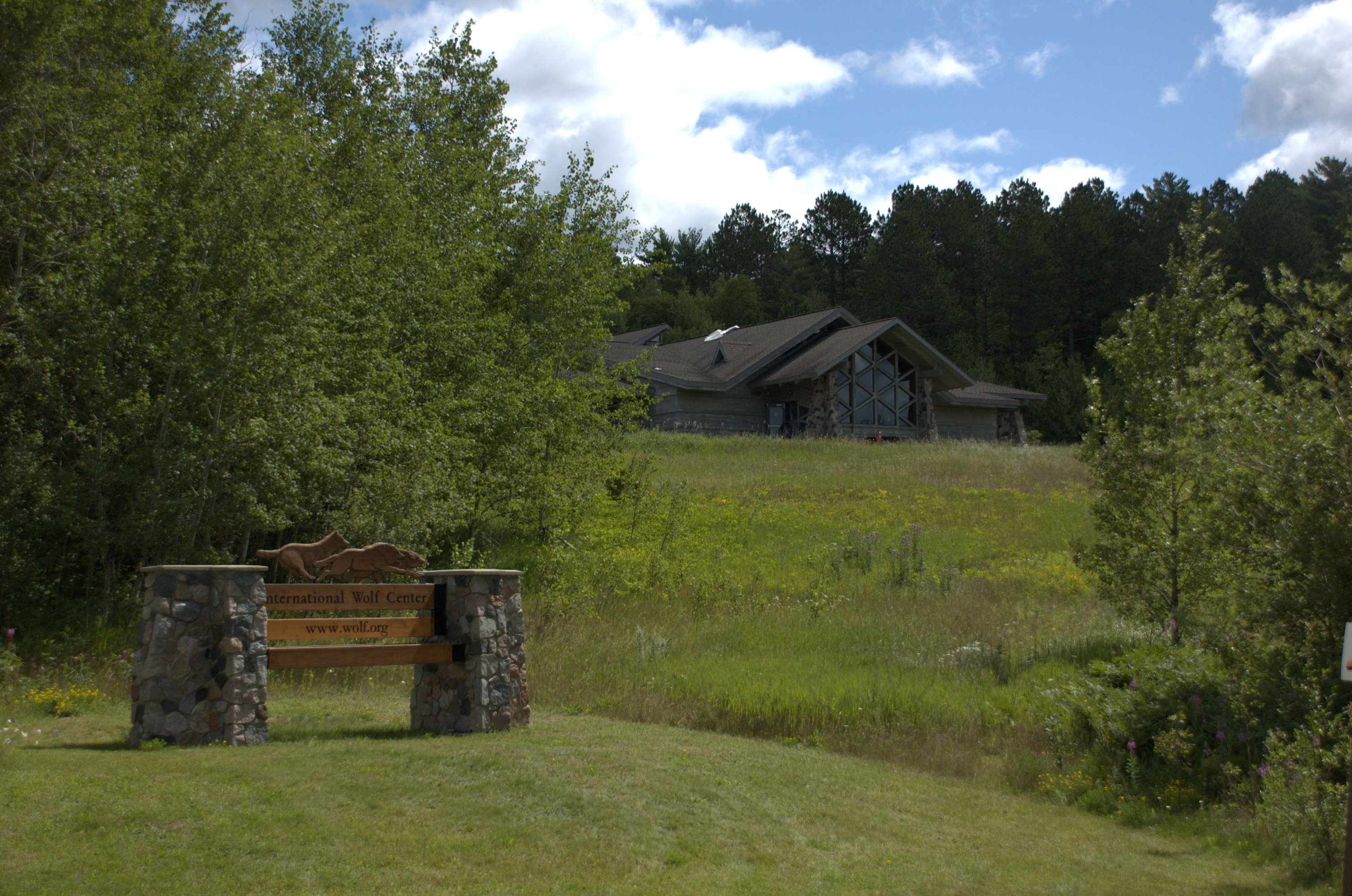
Gelände des International Wolf Center

## Sehenswürdigkeiten
- Ely bietet einen guten Zugang zu dem beliebten Boundary Waters Canoe Area Wilderness.
- Dorothy Molter-Museum
- International Wolf Center
- North American Bear Center

## Söhne und Töchter der Stadt
- Die Schauspielerin Jessica Biel (* 1982) wurde in Ely geboren, wuchs aber in Boulder, Colorado auf.